# 초소형위성체계 개발사업
초소형위성체계 개발사업은 한국 국방부에서 개발중인 초소형 정찰위성을 말한다.

## 역사
국방과학연구소(ADD) 산하 첨단기술연구원은 "초소형 SAR 위성"을 미래 기술 도전 사업 과제로 선정하고 2023년까지 200억원을 들여 개발중이다.
2020년 8월 3일, 한국군 신무기 개발의 산실로 평가받는 국방과학연구소(ADD)는 충남 태안의 안흥시험장에서 창설 50주년 기념 합동시연 및 전시 행사에서 초소형위성체계 개발사업을 최초로 공개했다. 이론상 초소형 SAR 위성 32대를 띄우면, 30분 간격으로 북한 등 한반도 주변을 정찰할 수 있다고 ADD 관계자는 말했다.
2021년 3월 24일, 한화시스템은 쎄트렉아이와 공동으로 정부가 민간과 함께 개발하는 100kg 이하급 초소형 SAR 위성 개발 사업에 공동으로 참여한다고 밝혔다. 2021년 초 한화에어로스페이스가 쎄트렉아이 지분 30%를 인수하며 최대주주로 올라선 이후 양측의 첫 공동 사업이다. 한화시스템은 위성 체계 종합과 영상레이더 탑재체 개발을 맡는다. 쎄트렉아이는 위성 본체를 개발한다. 양사는 초소형 위성의 형태를 기존 원통형 위성과 달리 가볍고 납작한 직육면체 패널 형태로 만드는 데 주력하고 있다.
2021년 6월 21일, 누리호가 최초로 시험발사에 성공했다. 한국군 관계자는 "초소형 군사위성들을 쏴 올릴 때 어떤 발사체를 활용할지 아직 정해진 게 없다"면서도 "누리호가 무게 1.5톤 수준까지 탑재물를 올릴 수 있는 만큼 여러 개의 초소형 군사위성을 누리호 발사체를 이용해 동시에 올리는 것도 가능할 것"이라고 내다봤다. 관계자는 "우리 발사체로 군사위성을 쏴 올릴 수 있는 여건이 마련됐단 측면에서 누리호 발사 성공은 굉장히 고무적인 일"이라고 평가했다.
미국 카펠라, 핀란드 아이스아이 등은 이미 해상도 50㎝~1m급인 초소형 SAR 위성을 띄워 상업용 사진을 판매하고 있다. 일본도 민간 주도로 초소형 SAR 위성을 속속 띄우고 있다.
한화시스템은 미국의 우주탐사기업 스페이스X가 개발한 로켓 팰컨9으로 2023년 하반기 이 위성을 발사할 계획이다.
시장조사업체 유로컨설트에 따르면 2019년부터 2028년까지 10년간 초소형 위성은 약 8500기가 발사될 것으로 예상된다. 이 중 지구를 관측하는 용도의 위성 시장 규모는 약 1130조원에 이를 것으로 보인다.

## 제원
- 무게: 66 kg 이하
- 가로 3 m
- 세로 70 cm, 직육면체 외형
- SAR 해상도: 1m
- 고도: 510 km
- 임무수명: 2-3 년
- 가격: 70-80억 원

2020년 현재, 초소형 정찰위성 중 가장 우수한 핀란드(무게 85kg·해상도 1m급) 제품보다도 더 가볍다.

## 경쟁제품
- 미국 Capella X SAR
- 핀란드 ICEYE X

## 같이 보기
- en:ICEYE